# قلعة أوبي
قلعة أَوْبي هي قلعة تقع بالقرب من مدينة علقمة في صقلية بجنوب إيطاليا .